# Dreipunktzange

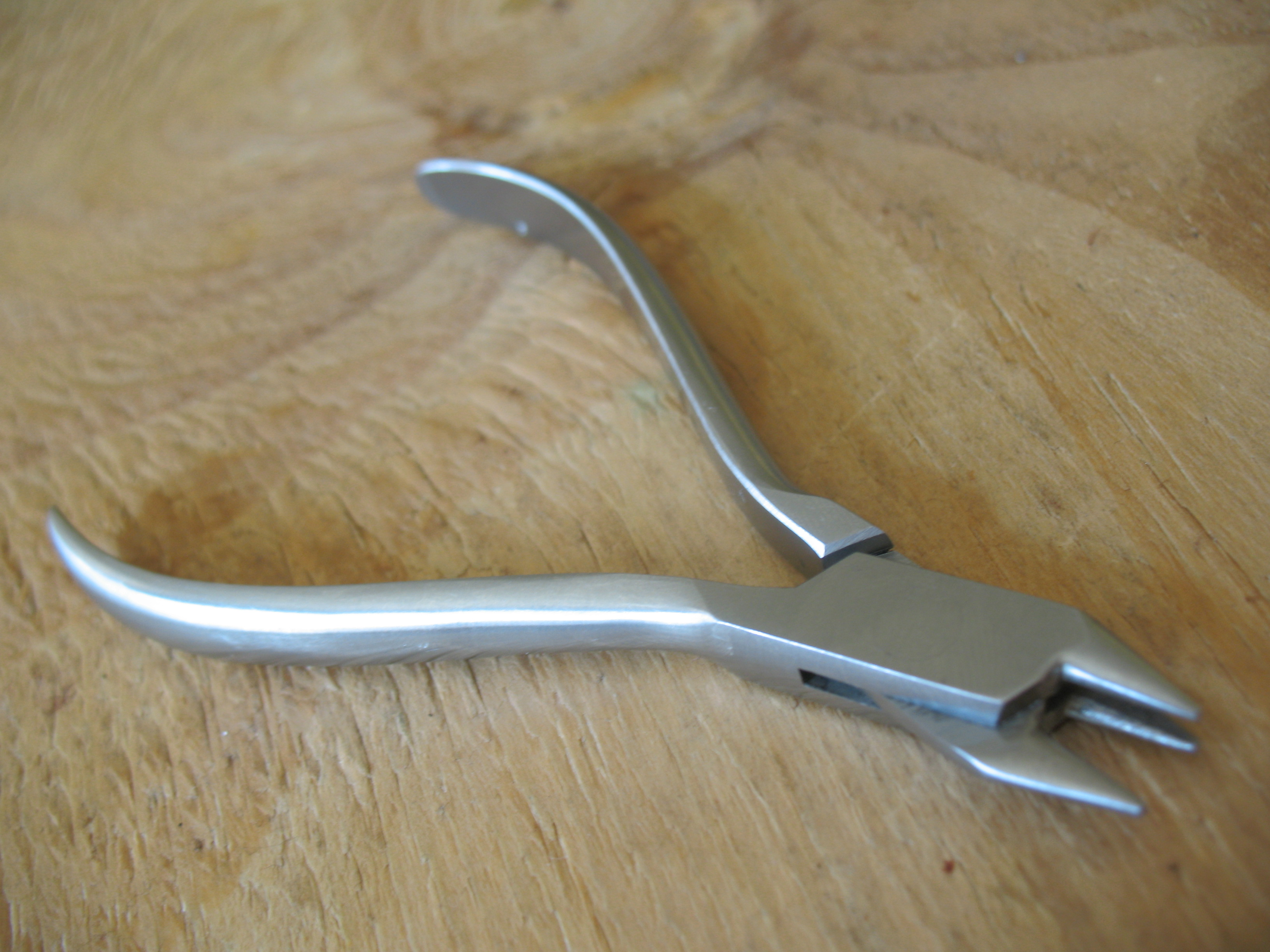
Eine Dreipunktzange

Eine Dreipunkt-Schnittlaufzange ist ein in der professionellen Glasverarbeitung gebräuchliches Werkzeug zum kontrollierten Brechen von Glas. 
Sie greift das mit dem Glasschneider für den Bruch vorbereitete Glas an zwei Auflagepunkten unten und einem dazwischenliegenden Auflagepunkt oben. Dreipunkt-Schnittlaufzangen sind die Brechzangen mit der größten Backenbreite. Die Auflagepunkte simulieren den traditionellen Griff des Glasers mit der Hand. Die Backen werden vor dem Griff auf die Glasdicke eingestellt und greifen das Glas planparallel. 
Der Gebrauch der Zange erlaubt einen präziseren Griff, erleichtert die Bruchbewegung und verringert das Verletzungsrisiko.
Es gibt auch Dreipunktzangen für präzises Biegen von Drähten, vornehmlich im zahntechnischen Bereich.